# Vale de Yosemite

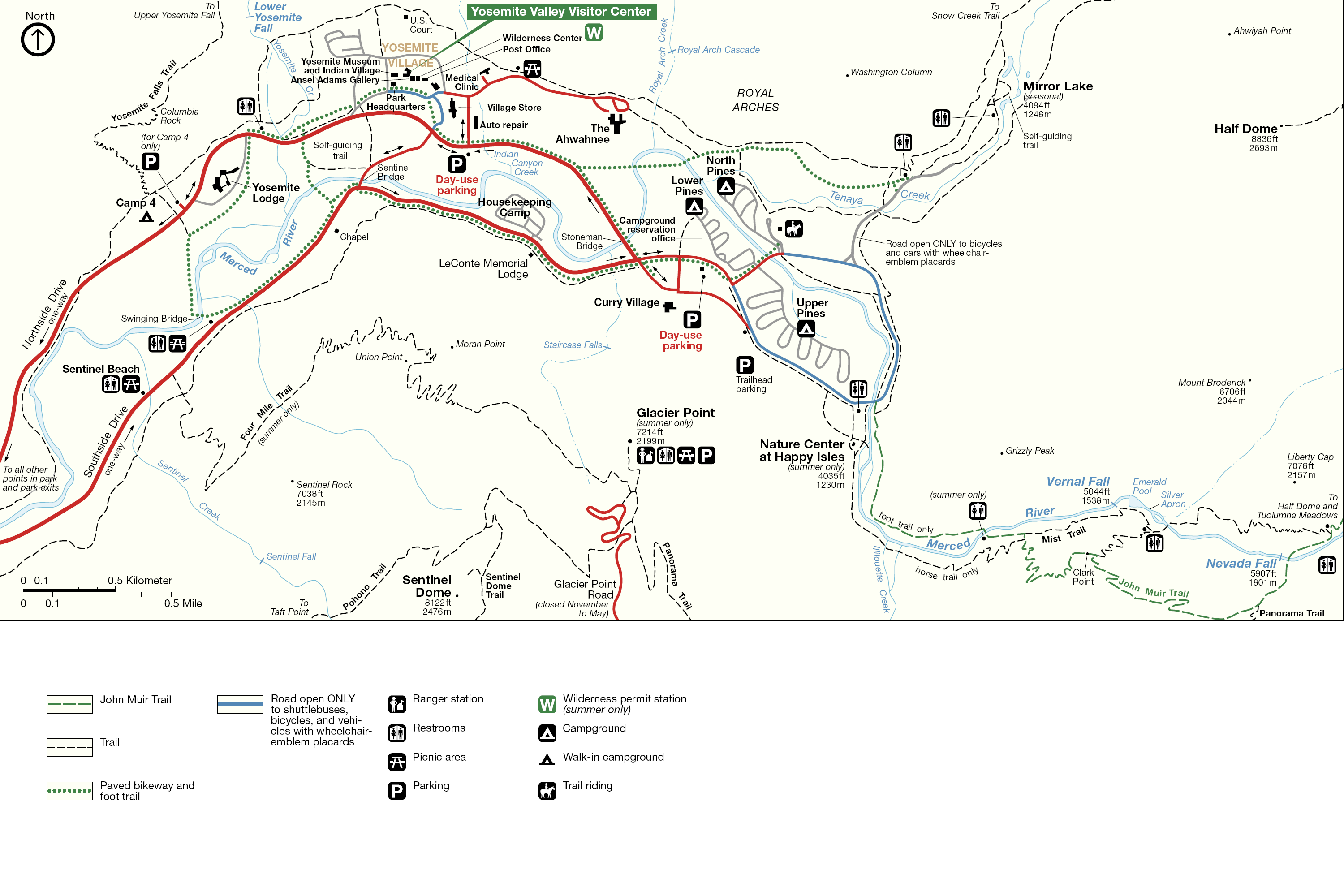
Mapa do Vale de Yosemite

O Vale de Yosemite (em inglês:  Yosemite Valley) está localizado entre as montanhas de Serra Nevada na Califórnia, Estados Unidos. É a principal atração do Parque Nacional de Yosemite, Patrimônio Mundial da UNESCO.
Foi incluído como um distrito no Registro Nacional de Lugares Históricos em 22 de dezembro de 2006.